# Nastro d’Argento/Bester Nachwuchsdarsteller
Auch in der Kategorie Bester Nachwuchsdarsteller (Nastro d’argento al migliore attore esordiente) wird der italienische Filmpreis Nastro d’Argento verliehen. Der Preis wurde ab 1948 in unregelmäßigen Abständen vom italienischen Filmkritikerverband (Sindacato Nazionale Giornalisti Cinematografici Italiani, SNGCI) vergeben. Der letzte Preisträger wurde 1986 ausgezeichnet. Seit 2001 besteht aber mit dem Premio Guglielmo Biraghi wieder ein Preis des SNGCI, mit dem Nachwuchsdarsteller geehrt werden.
| Jahr | Preisträger         | Film                                                       |
| ---- | ------------------- | ---------------------------------------------------------- |
| 1948 | Luigi Tosi          | Tombolo, paradiso nero                                     |
| 1973 | Luigi Squarzina     | Der Fall Mattei (Il caso Mattei)                           |
| 1974 | Gianfilippo Carcano | Amarcord                                                   |
| 1975 | Renato Pozzetto     | Per amare Ofelia                                           |
| 1977 | Vincenzo Crocitti   | Un borghese piccolo piccolo                                |
| 1978 | Saverio Marconi     | Padre Padrone – Mein Vater, mein Herr (Padre padrone)      |
| 1980 | Carlo Verdone       | Un sacco bello                                             |
| 1981 | Massimo Troisi      | Ricomincio da tre                                          |
| 1982 | Beppe Grillo        | Keine Zeit für Wunder (Cercasi Gesù)                       |
| 1983 | Fausto Rossi        | Ins Herz getroffen (Colpire al cuore)                      |
| 1986 | Elvio Porta         | Camorra (Un complicato intrigo di donne, vicoli e delitti) |